# Мамуроґава

38°51′28″ пн. ш. 140°15′9″ сх. д. / 38.85778° пн. ш. 140.25250° сх. д.
Мамуроґа́ва (яп. 真室川町, まむろがわまち, МФА: [mamuɾogawa mat͡ɕi̥]) — містечко в Японії, в повіті Моґамі префектури Ямаґата. Станом на 1 жовтня 2008 площа містечка становила 374,29 км². Станом на 1 січня 2009 населення містечка становило 9537 осіб.